# Les Ventes-de-Bourse
Les Ventes-de-Bourse är en kommun i departementet Orne i regionen Normandie i nordvästra Frankrike. Kommunen ligger i kantonen Le Mêle-sur-Sarthe som tillhör arrondissementet Alençon. År 2022 hade Les Ventes-de-Bourse 146 invånare.

## Befolkningsutveckling
Antalet invånare i kommunen Les Ventes-de-Bourse
| Referens: INSEE |